# Moselle (megye)
A Moselle (IPA: [mɔˈzɛl]) németül: Mosel) megyét az alkotmányozó nemzetgyűlés 1790. március 4-ei határozata nyomán hozták létre a francia forradalom idején (Sarrebourg és Château-Salins kerületek nélkül, de beletartozott a Briey kerület és a régi Sarrelouis kerület). 1871-ben a Német Birodalom része lett Bezirk Lothringen elnevezéssel. 1919-ben Moselle megye (département) néven visszakerült a Harmadik Francia Köztársasághoz. A megye északkeleti része német többségű, a nyelvhatár nagyjából Moselle közepén húzódik északnyugat-délkeleti irányban. Metz a francia nyelvi oldalon található.

## Elhelyezkedése
Franciaország északkeleti részén terül el, Grand Est régió (2015 végéig Lotaringia régió) része. A megyét északon Luxemburg, északkeleten  a Saar-vidék és a Rajna-vidék–Pfalz, délkeleten a Bas-Rhin, délen és nyugaton a Meurthe-et-Moselle megyék határolják.

## Települések
A megye legnagyobb városai 2011-ben:

| Település          | Népesség (fő, 2010) |
| ------------------ | ------------------- |
| Metz               | 119 962             |
| Thionville         | 41 015              |
| Montigny-lès-Metz  | 22 540              |
| Sarreguemines      | 21 540              |
| Forbach            | 21 561              |
| Saint-Avold        | 16 273              |
| Yutz               | 16 171              |
| Hayange            | 15 604              |
| Creutzwald         | 13 483              |
| Freyming-Merlebach | 13 229              |